# Edoardo Gorini
Edoardo Gorini (Venezia, 28 febbraio 1974) è un allenatore di calcio ed ex calciatore italiano, di ruolo difensore, tecnico del Treviso.
È il primatista di presenze del Varese, con 252 incontri giocati.

## Carriera

### Giocatore
Gioca in Serie B con AlbinoLeffe e Cittadella. In Serie C1 veste le maglie di Cittadella, Ravenna, Pavia e Varese (con il Varese anche in Serie C2). Milita anche nei dilettanti con il Corsico.

### Allenatore

#### Cittadella
Al termine della stagione 2012-2013 di Serie B, rimasto svincolato, inizia, il 22 luglio, il corso da allenatore a Coverciano. Sempre nello stesso mese entra nello staff tecnico Cittadella come collaboratore del mister Claudio Foscarini.
Il 22 luglio 2014 viene promosso vice allenatore del Cittadella, in sostituzione di Giulio Giacomin passato alla formazione Primavera. Ricopre questo incarico sino al 19 luglio 2021, giorno in cui viene promosso allenatore della prima squadra a seguito delle dimissioni di Roberto Venturato. Al suo primo anno la squadra veneta arriva undicesima con 52 punti.
Nell'ottobre del 2022 consegue la licenza UEFA Pro, il massimo livello formativo per un allenatore. Nella stagione 2022-2023, sotto la sua guida la squadra si piazza quindicesima, con 43 punti.
Nel giugno del 2023, Gorini rinnova il proprio contratto con il Cittadella per un'altra stagione, fino al 30 giugno 2024. In quest'altra stagione il suo Cittadella arriva quattordicesimo con tre punti in più. A fine stagione rinnova il proprio contratto con i veneti per un altro anno.
L'11 ottobre 2024 viene esonerato,  con la squadra veneta che si ritrova al terzultimo posto con 7 punti raccolti in 8 gare.

#### Treviso
L'8 luglio 2025, Gorini viene nominato nuovo tecnico del Treviso, squadra di Serie D.

## Statistiche

### Statistiche da allenatore
Statistiche aggiornate all'1 agosto 2025.
| Stagione          | Squadra           | Campionato        | Campionato | Campionato | Campionato | Campionato | Coppe nazionali | Coppe nazionali | Coppe nazionali | Coppe nazionali | Coppe nazionali | Coppe continentali | Coppe continentali | Coppe continentali | Coppe continentali | Coppe continentali | Altre coppe | Altre coppe | Altre coppe | Altre coppe | Altre coppe | Totale | Totale | Totale | Totale | % Vittorie | Piazzamento |
| Stagione          | Squadra           | Comp              | G          | V          | N          | P          | Comp            | G               | V               | N               | P               | Comp               | G                  | V                  | N                  | P                  | Comp        | G           | V           | N           | P           | G      | V      | N      | P      | %          | Piazzamento |
| ----------------- | ----------------- | ----------------- | ---------- | ---------- | ---------- | ---------- | --------------- | --------------- | --------------- | --------------- | --------------- | ------------------ | ------------------ | ------------------ | ------------------ | ------------------ | ----------- | ----------- | ----------- | ----------- | ----------- | ------ | ------ | ------ | ------ | ---------- | ----------- |
| 2021-2022         | Cittadella        | B                 | 38         | 13         | 13         | 12         | CI              | 2               | 1               | 0               | 1               | -                  | -                  | -                  | -                  | -                  | -           | -           | -           | -           | -           | 40     | 14     | 13     | 13     | 35,00      | 11º         |
| 2022-2023         | Cittadella        | B                 | 38         | 9          | 16         | 13         | CI              | 2               | 0               | 1               | 1               | -                  | -                  | -                  | -                  | -                  | -           | -           | -           | -           | -           | 40     | 9      | 17     | 14     | 22,50      | 15º         |
| 2023-2024         | Cittadella        | B                 | 38         | 11         | 13         | 14         | CI              | 2               | 1               | 0               | 1               | -                  | -                  | -                  | -                  | -                  | -           | -           | -           | -           | -           | 40     | 12     | 13     | 15     | 30,00      | 14º         |
| lug.-ott. 2024    | Cittadella        | B                 | 8          | 2          | 1          | 5          | CI              | 1               | 0               | 0               | 1               | -                  | -                  | -                  | -                  | -                  | -           | -           | -           | -           | -           | 9      | 2      | 1      | 6      | 22,22      | Eson.       |
| Totale Cittadella | Totale Cittadella | Totale Cittadella | 122        | 35         | 43         | 44         |                 | 7               | 2               | 1               | 4               |                    | -                  | -                  | -                  | -                  |             | -           | -           | -           | -           | 129    | 37     | 44     | 48     | 28,68      |             |
| 2025-2026         | Treviso           | D                 | 0          | 0          | 0          | 0          | CID             | 0               | 0               | 0               | 0               | -                  | -                  | -                  | -                  | -                  | -           | -           | -           | -           | -           | 0      | 0      | 0      | 0      | —          | º           |
| Totale carriera   | Totale carriera   | Totale carriera   | 122        | 35         | 43         | 44         |                 | 7               | 2               | 1               | 4               |                    | -                  | -                  | -                  | -                  |             | -           | -           | -           | -           | 129    | 37     | 44     | 48     | 28,68      |             |

## Palmarès

### Giocatore

#### Club

##### Competizioni nazionali
- Coppa Italia Serie C: 1

Varese: 1994-1995
- Serie C2: 1

Varese: 1997-1998
- Serie C1: 1

Ravenna: 2006-2007